# 吉田亚沙美
吉田亚沙美（日语：／ Yoshida Asami，1987年10月9日—），出生在东京都江东区，日本女子篮球运动员，效力于JX-ENEOS太阳花俱乐部，场上位置是后卫。吉田在小学2年级时开始接触篮球运动，高中时曾获得全国高等学校综合体育大会冠军。吉田于2005年入选日本国家队参加该年的东亚运动会，这是她首次入选国家队并代表国家参加国际比赛。2016年，她以队长身份入选里约奥运日本女子篮球队，首次获得奥运资格。奥运会期间，日本队在女子篮球赛事上获得第8名，而吉田本人则成为该项比赛的最佳助攻。2019年3月25日，宣布引退。